# Hydroponie

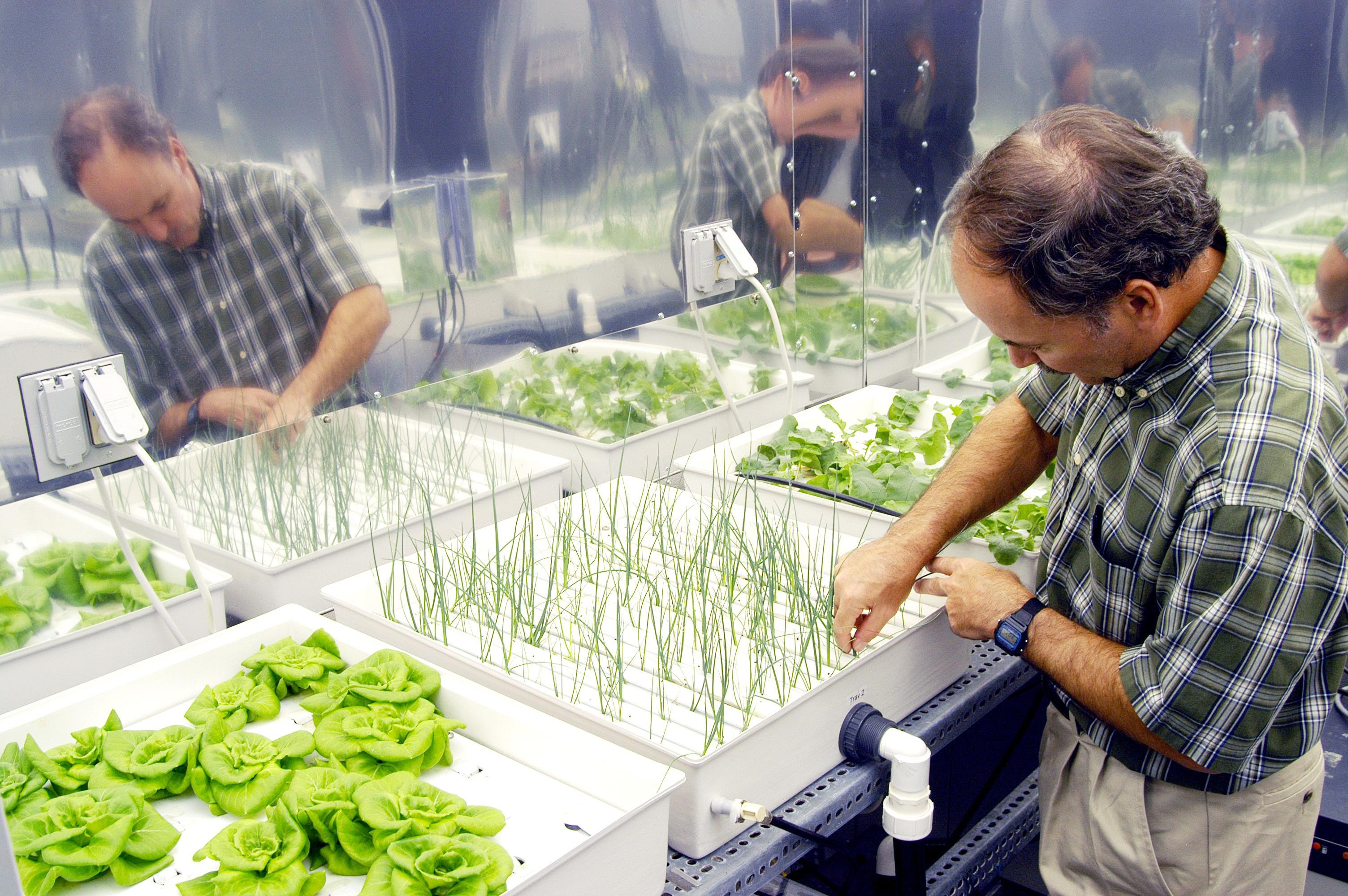
Hydroponie

Hydroponie je pěstování rostlin bez půdy v živném roztoku. Nejvhodnějším substrátem je v tomto případě keramzit – expandovaný jíl. Hydroponicky je možné pěstovat téměř všechny pokojové rostliny, zeleninu – meloun, ovoce – okurky, rajčata apod., nebo květiny (karafiáty, gerbery apod.) pro produkci řezaných květů. Užitkové rostliny ve sklenících se také pěstují hydroponicky buď v minerální plsti, nebo v roztoku na „tenké vrstvě“. V těchto systémech voda cirkuluje, mimo záhony se zpět vrácený roztok filtruje, doplní se živiny, upraví pH a teplota. Podle systému a účelu pěstování se přidávají hnojiva. Pro uzavřený systém pěstování pokojových rostlin v keramzitu lze použít kvalitní tekutá hnojiva bez balastních látek a při každé zálivce zalévat slabým roztokem 0,02 %. Pro tento způsob existují ještě dlouhopůsobící iontovýměnná hnojiva na bázi Lewatitu, která vyměňují živné ionty za soli obsažené v zálivkové vodě. V případě použití takového hnojiva není vhodná zálivka dešťovou vodou. Tuto lze rostlinám dodávat jednou za 3–4 měsíce. Výnosy může zvýšit elektrická stimulace rostlin.
Velká většina rostlin, která je pěstována hydroponicky, může růst v hydroponii i v půdě. Mezi výhody patří rychlejší růst rostlin a menší náchylnost k chorobám. Vděčnou hydroponickou rostlinou je např. voděnka (Tradescantia zebrina). Tato metoda pěstování je vhodná pro alergiky.[zdroj?]

## Systémy
Existuje 6 základních typů hydroponických systémů:
Pasivní systém (Wick systém)
Wick system je hydroponický systém, u kterého je kořenový systém propojen s vodním roztokem pomocí knotu, který pomocí kapilární elevace přenáší vlhkost do kořenového obalu rostlin. Tento systém je vhodný pro pomalu rostoucí rostliny, které vydrží bez péče několik týdnů, ale není ideální pro velké nebo na vodu náročné rostliny.
Pěstování na vodě (Deep Water Cultivation - DWC)
Deep Water Cultivation je jednoduchý aktivní hydroponický systém často používaný v botanických laboratořích. Zahrnuje plošinu z pěnového polystyrénu, ve kterém jsou umístěny perforované květináče a celý tento systém plave na hladině živného roztoku. Na dně nádoby je umístěn oxidační kámen připojený k vzduchovému čerpadlu, které dodává kyslík do roztoku a kořenů rostlin.
Metoda zaplavení a odvodnění (Ebb & Flow)
Ebb & Flow je klasický, jednoduchý a spolehlivý hydroponický systém, který pravidelně zaplavuje rostliny v napouštěcí vaně s pěstebním médiem dle výběru v určitých časových intervalech. Systém pracuje na principu dočasného zaplavení a odvodnění místo trvalého ponoření kořenů do živného roztoku, jak je tomu u systémů hluboké vodní kultury. Tento proces je řízen časovačem, který aktivuje ponorné čerpadlo pro zaplavení a následné vypuštění živného roztoku zpět do nádrže. Časování je nastavitelné podle typu rostlin, podmínek prostředí a typu pěstebního média.
Kapkové závlahové systémy (Top Drip Systems)
Top drip systems je nejrozšířenější hydroponický systém, který funguje na principu odkapávání živného roztoku do kořenového systému rostlin pomocí čerpadla ovládaného časovačem. Rozlišujeme mezi recirkulačními (obnovovacími) a nerecirkulačními (neobnovovacími) systémy. Recirkulační systém znovu využívá přebytečný živný roztok, což je efektivnější využití živin a umožňuje použití méně komplexního časovače. Naopak, nerecirkulační systém nevrací přebytečný roztok zpět do nádrže, vyžaduje přesnější nastavení zavlažování a snižuje potřebu údržby, protože nezpůsobuje kolísání v koncentraci živin a pH roztoku. Nerecirkulační systém tak nabízí stabilnější prostředí pro rostliny bez potřeby časté kontroly, na rozdíl od recirkulačního, který vyžaduje pravidelné sledování a úpravy.
Metoda živé vrstvy (Nutrient Film Technique - NFT)
Nutrient Film Technique je známý hydroponický systém, kde živný roztok cirkuluje z nádrže do pěstební nádoby pomocí ponorného čerpadla, vytvářející mělkou, pomalu se pohybující vrstvu, která prochází přes kořeny rostlin a následně se vrací zpět do nádrže. Hlavní výhodou NFT je efektivní okysličení díky rovnoměrnému rozprostření živného roztoku po celé ploše nádoby s mírným sklonem 2–3 %, zajišťující okysličení celé vrstvy roztoku i rostlin.
Aeroponické systémy
Aeroponické systémy transformují živný roztok na jemnou mlhu pomocí ultrazvukové membrány, vytvářející tzv. suchou mlhu s průměrem kapiček asi 2,5 mikronu. V aeroponii rostliny absorbují vodu a živiny přímo ze vzduchu. Některé aeroponické systémy jsou navíc speciálně upraveny pro pěstování v interiérech. Díky kompaktním rozměrům, řízenému prostředí a automatickému zavlažování jsou ideální pro domácí i komerční využití, včetně vertikálních farem. Moderní systémy často zahrnují LED osvětlení, senzory vlhkosti a teploty, a možnost propojení s mobilní aplikací pro dálkové sledování a správu pěstebního procesu.
Aeroponie je také oblíbená v oblastech s omezenými vodními zdroji, neboť spotřebovává až o 90 % méně vody než tradiční zemědělství. Kromě toho minimalizuje riziko chorob přenášených půdou a umožňuje pěstování plodin ve sterilním prostředí s maximální kontrolou nad živinami a růstovými podmínkami.
Díky těmto výhodám představuje aeroponie budoucnost ekologického a udržitelného zemědělství – zejména v urbanizovaných oblastech nebo místech s extrémními klimatickými podmínkami, kde je tradiční pěstování obtížné či nemožné.

## Historie
Visuté zahrady Semiramidiny či jiné zmínky bývají považovány za starověkou hydroponii, ale důkazy nejsou. Experimenty s hnojením provedl Theofrastos.[zdroj⁠?!] Zakladateli moderní hydroponie jsou němečtí botanikové Julius von Sachs a Wilhelm Knop, kteří se pěstováním rostlin bez půdy zabývali v 60. až 70. letech 19. století. Jejich výsledky se rychle ujaly a byly dále rozvíjeny. Problém byl především s ukotvením rostlin. Původně se rostliny provlékaly otvorem v korkové zátce, uzavírající nádobu s živným roztokem. Dále se využívaly i běžné květináče, vyplňované drcenou střešní krytinou, drcenou pemzou, drobnými oblázky a podobným materiálem. Jako ideální se ovšem ukázal právě keramzit.

## Pěstování
Květinám, pěstovaným bez zemního substrátu, škodí studený vzduch a průvan, proto je nutné větrat jen opatrně. Potřebují světlo, ale je nevhodné vystavit je slunečním paprskům přímo. Pro zálivku a rosení nemají v oblibě chlorovanou, tvrdou a studenou vodu (optimální teplota je 20 °C). V hydroponii jsou rostliny pěstovány bez půdy, přičemž kořeny jsou ukotveny ve speciálním substrátu (např. keramzit, perlit, kokosová vlákna) nebo volně zavěšeny ve vodním roztoku obsahujícím živiny. Správná koncentrace živného roztoku a pH jsou klíčové pro zdravý růst – ideální hodnota pH se obvykle pohybuje mezi 5,5 až 6,5 v závislosti na typu rostlin.
Důležitým faktorem při hydroponickém pěstování je také dostatečné okysličení vody. Bez něj může docházet k uhnívání kořenů. V uzavřených systémech se používají vzduchovací kameny nebo čerpadla, která zajišťují dostatečný přísun kyslíku ke kořenům.
Hydroponie umožňuje celoroční pěstování a díky přesnému dávkování živin lze dosáhnout rychlejšího růstu a vyšších výnosů než při klasickém pěstování v půdě. Mezi oblíbené rostliny pro domácí hydroponii patří bylinky (bazalka, máta, koriandr), saláty, špenát nebo dokonce jahody a rajčata.
Důležitá je pravidelná kontrola hladiny roztoku a jeho doplňování. Živný roztok by měl být měněn každé 2–3 týdny, aby nedocházelo k hromadění solí a nerovnováze v přísunu živin.
Pro domácí pěstování jsou ideální menší hydroponické systémy s LED osvětlením a automatickým časovačem zavlažování. Tyto systémy jsou prostorově úsporné a velmi vhodné do kuchyní, balkonů nebo zimních zahrad.

## Výhody hydroponického pěstování rostlin
- vhodnost pro alergiky (absence alergenů v zemině nahrazené pěstebním roztokem)[zdroj?]
- kontrola přesné skladby živin
- rychlejší zakořenění
- květiny vyrostou rychleji, takže se dřív sklízí úroda ze zelené zahrádky
- méně častá zálivka (kořeny ponořené v živném roztoku mají dostatek vody)
- méně časté přesazování

## Nevýhody hydroponického pěstování rostlin
- Vyšší pořizovací náklady – Počáteční investice do systému, osvětlení, čerpadel a regulace prostředí může být vyšší než u klasického pěstování v půdě.
- Závislost na elektřině – Většina hydroponických systémů vyžaduje nepřetržitý přísun energie pro čerpadla, osvětlení a ventilaci. Výpadek proudu může způsobit rychlé poškození rostlin.
- Náročnější údržba a monitoring – Je potřeba pravidelně kontrolovat pH, EC (vodivost) a hladinu živin, aby nedošlo k nerovnováze.
- Větší riziko rychlého šíření chorob – Pokud se do systému dostane patogen, může se velmi rychle rozšířit na všechny rostliny, protože sdílejí stejný roztok.
- Nutnost kvalitní vody – Tvrdá nebo kontaminovaná voda může negativně ovlivnit růst rostlin a vyžaduje filtraci či úpravu.
- Technická poruchovost – Jakýkoliv výpadek čerpadla, ventilace nebo senzorů může způsobit stres nebo úhyn rostlin během krátké doby.
- Menší tolerance k chybám – Nesprávné dávkování živin nebo zanedbání péče může mít rychlý a negativní dopad.
- Menší výběr rostlin vhodných pro hydroponii – Ne všechny druhy rostlin prospívají v hydroponickém systému, zejména hluboko kořenící nebo velké plodiny.

- Ekologická zátěž při likvidaci odpadních roztoků – Nespotřebované nebo znečištěné roztoky musí být likvidovány šetrně, aby nezatěžovaly životní prostředí.

## Substráty
Agregát expandovaného jílu
Pro systém hydroponie, ve kterém je kontrolován přísun živin, jsou vhodné expandované jílové pelety (keramzit), které prošly ohřevem. Jsou pH neutrální a neobsahují žádné živiny. Jíl se formuje do kulatých pelet a je ohříván v otáčejících se pecích o teplotě 1 200 °C. To způsobuje u pelet narůstání podobně jako u popcornu, a také jejich pórovitost. Jsou lehké a časem nezůstávají celistvé. Tvar pelet záleží na procesu výroby a může být u většího množství jednotný, či různorodý. Výrobci považují expandované jílové pelety za ekologicky udržitelné a mohou být opakovaně použity. Typicky jsou čištěny bílým octem, chlórovým bělidlem, nebo také peroxidem vodíku a následně jsou celé opláchnuty vodou.
Lapides crescendi
Lapides crescendi (Growstones) jsou vytvářeny z odpadního skla a mají retenční prostor na více vody i vzduchu, než je u perlitu a rašeliny. Tento typ agregátu udržuje více vody než předvařené rýžové lusky. Growstones se skládají z 0,5 až 5 % uhličitanu vápenatého. Množství je typicky kolem 25,8 až 258 g uhličitanu vápenatého na 5,1 kg balení Growstones . Zbytek je sodnovápenaté sklo.
Kokosové textilní vlákno
Jedná se o zbývající materiál po odstranění vláken z vnější schránky kokosového ořechu. Kokosové vlákno je 100 % přírodní rostlinný substrát. Obvykle je kokosové vlákno cílem houby Zelenatky (trichoderma), která chrání kořeny rostliny a stimuluje jejich růst. Kokosové vlákno je při zalévání velmi obtížné přetéci, prostředí je bohaté na obměnu kationů, které vede k velmi dobré směně minerálů a uskladňování minerálů postupně uvolňovaných rostlině. Kokosové vlákno je dostupné v několika variantách, obecně nejrozšířenější je kokosová rašelina, která by neměla obsahovat minerály.
Rýžové lusky
Rýžové lusky (PBH) jsou vedlejším produktem v zemědělství, který prochází ohřevem a nemá jiné využití. Jako substrát se postupně rozkládá, čímž umožňuje odvodnění. Studie prokázaly, že využití rýžových lusků nemá vliv na funkci fytohormonů.
Perlit
Perlit je sopečný kámen, který prošel razantním ohřevem. Je lehký a je formován do narůstajících skleněných oblázků. Je využíván volně, nebo je ve vodě včleněn do plastového obalu. Využívá se také k míchání půdních směsí ke snížení hustoty půdy. Perlit má podobné využití jako vermikulit, obecně zadržuje méně vody a více vzduchu, je schopný plout.
Vermikulit
Podobně jako perlit, se jedná o minerál, který prošel razantním ohřevem a formováním do lehkých oblázků. Vermikulit zadržuje více vody než perlit. Vermikulit má tendenci absorbovat vodu a minerály v systému pasivní hydroponie. Když je v okolí kořenů příliš mnoho vody a menší přístup vzduchu, je možné postupně snižovat míru zadržování vody substrátem přidáním dalšího množství perlitu.
Pemza
Podobně jako perlit je pemza velmi lehká, získává se ze sopečného kamene a využívá se při hydroponii.
Písek
Písek je levná a dostupná varianta substrátu, nicméně je těžký, neudržuje dobře vodu a měl by být mezi používáním pročišťován případně sterilizován.
Štěrk
Jedná se o podobnou formu substrátu, jako se využívá v akváriích. Substrát by měl být nejprve očištěn. Typicky se při hydroponii využívá tradiční vrstva filtračního štěrku s elektricky poháněnou pumpou na růst rostlin. Štěrk je levnou záležitostí a je poměrně lehké jej udržovat čistý, dochází k dobrému průtoku vody, ale štěrk je také velmi těžký. Když není systém s rostlinami dostatečně často zavlažován, mohou kořeny rostliny v substrátu vyschnout.
Celulózní vlákna
Jedná se o velmi efektivní organický substrát pro hydroponii, získávaný ze dřeva. Výhodami tohoto substrátu je například po dlouhou dobu úspěšné zachování struktury. Tento typ vláken byl používán ve velmi raných počátcích metod hydroponie. Nicméně novější výzkum naznačuje, že tento typ vláken může mít škodlivé účinky na fytohormony rostliny ovlivňující její růst.
Ovčí vlna
Ovčí vlna je pro hydroponii slibný obnovitelný materiál. Ve studii porovnávající ovčí vlnu s rašelinou a kokosovými vlákny perlitem a kousky minerální vaty na růst rostliny salátové okurky měla ovčí vlna větší kapacitu pro vzduch, a to až 70 %, která se postupně snižovala na využití srovnatelné s 43 %, a kapacitou přijmu vody rostoucí od 23 % na 44 %. Použití ovčí vlny se ukázalo být v porovnávání s ostatními substráty nejvíce výnosné. Využití kyseliny mléčné a Bacillus subtilis podpořilo výnosnost ve všech typech substrátů.
Minerální vata
Minerální vata je obecně nejrozšířenější substrát na hydroponii. Je slibná jak do obnovujících systémů, tak do cirkulárních systémů hydroponie. Je vytvářena z roztavených hornin, čediče či „strusky“, stočená do jednotlivých drobných vláken tvořících médium s vlastností kapilárního efektu. Minerální vata je typicky využívána na rostliny v raném stádiu při zasazení semen. Minerální vata může být ponechána při růstu rostliny po zbytek vývoje. Výhodou u minerální vaty je efektivita při úspěšném využití komerční hydroponie. Většina typů minerální vaty spadá pod bezpečný materiál, nekarcinogenní a spadající pod typ Q u CLP regulací Evropské unie, při klasifikaci balení.
Pěnový polystyren
Výplňové polystyrenové granule jsou levnou a dostupnou variantou, jsou velmi lehké a s dobrým odvodněním. Využívají se většinou v uzavřených trubkových systémech. Používají se pouze nerozložitelné výplňové polyesterové granule, u kterých nehrozí absorbování styrenu do rostlin. Nesmí se používat pěnový polystyren obsahující bromované zpomalovače hoření (nehořlavý polystyren), které se mohou uvolňovat do vody, a tím ohrožovat lidské zdraví.[zdroj?]

## Dělení
Hnojivo v hydroponii se dělí například na anorganické a organické.[zdroj?]